# پیشامغز قاعده‌ای
پیشامغز قاعده‌ای (انگلیسی: Basal forebrain) بخشی از مغز انسان است که ساختارهای آن در پیشامغز، در جلوی و زیر جسم مخطط قرار دارند. این ناحیه شامل عقده‌های قاعده‌ای شکمی (از جمله هسته آکومبنس و پالیدوم شکمی)، هسته قاعده‌ای، نوار مورب بروکا، ماده بی‌نام و هسته سپتال میانی می‌شود. این ساختارها در تولید استیل‌کولین اهمیت دارند؛ ماده‌ای که سپس به‌طور گسترده در سراسر مغز پخش می‌شود. پیشامغز قاعده‌ای، بخش اصلی خروجی کولینرژیک دستگاه عصبی مرکزی (CNS) به‌شمار می‌آید که بر پایهٔ خروجی هسته قاعده‌ای استوار است.
وجود نورون‌های غیرکولینرژیکی که به قشر مغز فرافکنی دارند نیز شناسایی شده است. این نورون‌ها همراه با نورون‌های کولینرژیک به‌طور پویا فعالیت قشر مغز را تنظیم می‌کنند.

## کارکرد
استیل‌کولین در پیشامغز قاعده‌ای باعث ترویج بیداری می‌شود. تحریک این ناحیه موجب رهاسازی استیل‌کولین می‌شود که به بیداری و خواب با حرکت سریع چشم (REM) می‌انجامد؛ در حالی که مهار این رهاسازی توسط آدنوزین باعث خواب امواج آهسته می‌شود. هسته قاعده‌ای نقطهٔ مرکزی تلفیق عصبی در پیشامغز قاعده‌ای است و فرافکنی‌های کولینرژیک گسترده‌ای به نئوقشر دارد.
هسته قاعده‌ای همچنین بخشی کلیدی از سامانهٔ تعدیل عصبی است که با تنظیم انگیختگی و توجه، رفتار را کنترل می‌کند. این هسته در مدار حافظه نیز به‌عنوان یک گرهٔ حیاتی شناخته می‌شود.
اهمیت نورون‌های غیرکولینرژیک در ساختارهای پیشامغز قاعده‌ای در همکاری پویا با نورون‌های کولینرژیک آشکار شده است. این تعامل در عملکردهای شناختی نقش قابل‌توجهی ایفا می‌کند.
تولید نیتریک اکسید در پیشامغز قاعده‌ای برای القای خواب هم ضروری و هم کافی است.

## اهمیت بالینی
استیل‌کولین بر توانایی سلول‌های مغزی در انتقال اطلاعات به یکدیگر اثر می‌گذارد و همچنین موجب انعطاف‌پذیری عصبی یا یادگیری می‌شود؛ بنابراین، آسیب به پیشامغز قاعده‌ای می‌تواند میزان استیل‌کولین را در مغز کاهش داده و فرایند یادگیری را مختل کند. این مسئله ممکن است یکی از دلایل یادزدودگی و افسانه‌سازی در آسیب به این ناحیه باشد. یکی از علل شایع این آسیب، آنوریسم سرخرگ ارتباطی پیشین است.
گمان می‌رود که آسیب به هسته قاعده‌ای و فرافکنی‌های آن به قشر مغز، در شکل‌هایی از زوال عقل از جمله بیماری آلزایمر و زوال عقل بیماری پارکینسون نقش داشته باشد. پژوهش‌هایی دربارهٔ استفاده از تحریک عمقی مغز بر هسته قاعده‌ای برای درمان زوال عقل انجام شده است. گرچه نتایج مثبتی مشاهده شده، این آزمایش‌ها همچنان ادامه دارند.